# Lista de ilhas da Terra de Francisco José

Mapa da Terra de Francisco José

Encontram-se por ordem alfabética nesta lista as ilhas do arquipélago da Terra de Francisco José, no Ártico Russo.
As maiores, em área, são a Terra do Príncipe Jorge, a Terra de Wilczek, a ilha de Graham Bell, a Terra de Alexandra, e a ilha de Hall. 
Poucas destas ilhas têm nomes russos. A maior parte dos nomes é de origem alemã, inglesa, americana, italiana, e, num caso, norueguesa. A maior parte das ilhas foi descoberta e denominada por ocasião da expedição de Karl Weyprecht e Julius von Payer (1872-1874), que deu os nomes em homenagem a monarcas ou membros de famílias aristocráticas austro-húngaras da época, ou a nomes de nobres que financiaram a Expedição austro-húngara ao Polo Norte.
Ao contrário do resto da Rússia, onde a toponímia ligada a homenagem à nobreza foi mudada na era soviética, os nomes aristocráticos das ilhas da Terra de Francisco José permaneceram inalterados nesse período histórico.
Em 1895, a expedição de Fredrick G. Jackson deu a algumas ilhas nomes de exploradores árticos britânicos e de personalidades da Royal Geographical Society, a patrocinadora da expedição.
Por fim, algumas ilhas, como as Ilhas Pontremoli, foram designadas por Luigi Amedeo de Saboia-Aosta durante a expedição polar italiana de 1905.

## Lista de ilhas
- Ilha Aagaard (Остров Огорд, ostrov Ogord)
- Ilha Alger (Остров Алджер, ostrov Aldžer)
- Ilha Arthur (Остров Артура, ostrov Artura)
- Ilha Bell (Остров Белл, ostrov Bell)
- Ilha Berghaus (Остров Бергхауз, ostrov Berghauz)
- Ilha Bliss (Остров Блисса, ostrov Blissa)
- Ilha Brady (Остров Брейди, ostrov Brejdi)
- Ilha Brice (Остров Брайса, ostrov Brajsa)
- Ilha Bromwich (Остров Бромидж, ostrov Bromidž)
- Ilha Bruce (Остров Брюса, ostrov Brjusa)
- Ilha David (Остров Давида, ostrov Davida)
- Ilha Davis (Остров Дауэс, ostrov Dauės)
- Ilha Derevjannyj (Остров Деревянный, ostrov Derevjannyj)
- Ilha Eaton (Остров Итон, ostrov Iton)
- Ilha Fersman (Остров Ферсмана, ostrov Fersmana)
- Ilha Geddes (Остров Гедж, ostrov Gedž)
- Ilha Graham Bell (Остров Греэм-Белл, ostrov Greėm-Bell)
- Ilha Hall (Остров Галля, ostrov Gallja)
- Ilha Hayes (Остров Хейса, ostrov Hejsa)
- Ilha Hofmann (Остров Гофмана, ostrov Gofmana)
- Ilha Hohenlohe (Остров Гогенлоэ, ostrov Gogenloė)
- Ilha Hooker (Остров Гукера, ostrov Gukera)
- Ilha Jefferson (Остров Джефферсона, ostrov Džeffersona)
- Ilha Jurij Kučiev (Остров Юрия Кучиева, ostrov Jurja Kyčieva)
- Ilha Klagenfurt (Остров Клагенфурт, ostrov Klagenfurt)
- Ilha Koetlitz (Остров Кётлица, ostrov Kёtlica)
- Ilha Koldewey (Остров Кольдевея, ostrov Kol’deveja)
- Ilha L’dinka (Остров Льдинка, ostrov L’dinka)
- Ilha La Ronciere (Остров Ла-Ронсьер, ostrov La-Ronc’er)
- Ilha Lamon (Остров Ламон, ostrov Lamon)
- Ilha Leigh-Smith (Остров Ли-Смита, ostrov Li-Smita)
- Ilha Litke (Остров Литке, ostrov Litke)
- Ilha Mabel (Остров Мейбел, ostrov Mejbel)
- Ilha Matilda (Остров Матильды, ostrov Matil’dy)
- Ilha McClintock (Остров Мак-Клинтока, ostrov Mak-Klintoka)
- Ilha McNult (Остров Мак-Нульта, ostrov Mak-Nul’ta)
- Ilha Mërtvogo Tjulenja ou "Ilha da Foca Morta" (Остров Мёртвого Тюленя, ostrov Mërtvogo Tjulenja)
- Ilha May (Остров Мей, ostrov Mej)
- Ilha Nansen (Остров Нансена, ostrov Nansena)
- Ilha Nerpa (Остров Нерпа, ostrov Nerpa)
- Ilha Newcomb (Остров Нюкомба, ostrov Njukomba)
- Ilha Newton (Остров Ньютона, ostrov Njutona)
- Ilha Northbrook (Остров Нортбрук, ostrov Nortbruk)
- Ilha Perlamutrovyj ou "Ilha da Madrepérola" (Остров Перламутровый, ostrov Perlamutrovyj)
- Ilha Pritchet (Остров Притчетта, ostrov Pritčetta)
- Ilha Robertson (Остров Робертсона, ostrov Robertsona)
- Ilha da Royal Society (Остров Королевского Общества, ostrov Korolevskogo Obščestva)
- Ilha Rudolfo ou "Ilha do Príncipe Rudolfo" (Остров Рудольфа, ostrov Rudol’fa) - a ilha mais setentrional da Europa e da Rússia
- Ilha Salm (Остров Сальм, ostrov Sal’m)
- Ilha Schönau (Остров Шёнау, ostrov Šёnau)
- Ilha Scott-Keltie (Остров Скотт-Келти, ostrov Skott-Kelti)
- Ilha Tillo (Остров Тилло, ostrov Tillo)
- Ilha Tom (Остров Тома, ostrov Toma)
- Ilha Trëhlučevoj (Остров Трёхлучевой, ostrov Trëhlučevoj)
- Ilha Wilczek (Остров Вильчека, ostrov Vil’čeka)
- Ilha Wilton (Остров Уилтона, ostrov Uiltona)
- Ilha Windward (Остров Уиндворд, ostrov Uindvord)
- Ilha Nezametnyj (Остров Незаметный, ostrov Nezametnyj)
- Ilha Zub ou "Ilha Dente" (Остров Зуб, ostrov Zub)
- Terra do Príncipe Jorge (Земля Георга, Zemlya Georga)
- Terra de Alexandra (Земля Александры, Zemlya Aleksandry)
- Terra de Wilczek (Земля Вильчека, Zemlja Vil’čeka)

## Grupos de ilhas
- Belaya Zemlya, ilhas da Terra Branca (Белая Земля, Belaja Zemlja):
  - Adelaide (Аделаиды, Adelaidy)
  - Eva-Liv (Ева-Лив, Eva-Liv)
  - Freeden (Фреден, Freden)
- Ilhas do Komsomol (Острова Комсомольские, ostrova Komsomol'skie), 4 ilhas
- Ilhas Bisernye (Острова Бисерные, ostrova Bisernye), 7 ilhas
- Ilhas Borisjak  (Острова Борисяка, ostrova Borisjaka), 8 ilhas
- Ilhas Brounov (Острова Броунова, ostrova Brounova), 3 ilhas
- Ilhas Etheridge (Острова Этеридж, ostrova Ėteridž), 2 ilhas
- Ilhas Gorbunov (Острова Горбунова, ostrova Gorbunova), 2 ilhas
- Ilhas Höchstetter (Острова Гохштеттера, ostrova Gohštetter), 3 ilhas
- Ilhas Ljuriki Острова Люрики, ostrova Ljuriki), 2 ilhas
- Ilhas Oktjabrjata (Острова Октябрята, ostrova Oktjabrjata), 7 ilhas
- Ilhéus Eschimesi (Рифы Эскимосские, rify Ėskimosskie), 3 ilhas

- Terra de Zichy ou "Ilhas de Zichy" (Острова Зичи, ostrova Ziči):
  - Ilhas Alexandre (Острова Александра, ostrova Aleksandra), 5 ilhas
  - Ilha Apollo (Остров Аполлонова, ostrov Apollonova)
  - Ilha Becker (Остров Беккера, ostrov Bekkera)
  - Ilha Brosch (Остров Брош, ostrov Broš)
  - Ilha Champ (Остров Чамп, ostrov Čamp)
  - Ilhas Chichagov (Острова Чичагова, ostrova Čičagova), 2 ilhas
  - Ilha Coburg (Остров Кобург, ostrov Koburg)
  - Ilha Dick (Остров Дика, ostrov Dika)
  - Ilha Elisabete (Остров Елизаветы, ostrov Elizabety)
  - Ilha Greely (Остров Грили, ostrov Grili)
  - Ilha Harley (Остров Харли, ostrov Harli)
  - Ilha Howen (Остров Гоуэн, ostrov Gouėh)
  - Ilhas Ieske (Острова Иеске, ostrova Ieske), 2 ilhas
  - Ilha Ivanov (Остров Иванова, ostrov Ivanova)
  - Ilha Jackson (Остров Джексона, ostrov Džeksona)
  - Ilha Kane (Остров Кейна, ostrov Kejna)
  - Ilha Karl-Alexander (Остров Карла-Александра, ostrov Karla-Aleksandra)
  - Ilhas Kučin (Острова Кучина, ostrova Kučina), 2 ilhas
  - Ilha Kuhn (Остров Куна, ostrov Kuna)
  - Ilha Levanevsky (Остров Леваневского, ostrov Levanevskogo)
  - Ilha Luigi (Остров Луиджи, ostrov Luidži)
  - Ilhas Magee (Острова Мак-Ги, ostrova Mak-Gi), 2 ilhas
  - Ilhas Miriam (Острова Мириам, ostrova Miriam), 3 ilhas
  - Ilha Ommanney (Остров Оммани, ostrov Ommani)
  - Ilha Payer (Остров Пайера, ostrov Pajera)
  - Ilhas Pontremoli (Острова Понтремоли, ostrova Pontremoli), 2 ilhas
  - Ilha Querini (Остров Кверини, ostrov Kverini)
  - Ilha Rainer (Остров Райнера, ostrov Rainera)
  - Ilha Salisbury (Остров Солсбери, ostrov Solsberi)
  - Ilha Solovyov (Остров Соловьёва, ostrov Solov’ëva)
  - Ilha Stolička (Остров Столичка, ostrov Stolička)
  - Ilha Torup (Остров Торупа, ostrov Torupa)
  - Ilha Ugol’noj Kopi, o Isola delle miniere di carbone, (Остров Угольной Копи, ostrov Ugol’noj Kopi)
  - Ilha Wiener Neustadt (Остров Винер-Нёйштадт, ostrov Viner-Nëjštadt)
  - Ilha Ziegler (Остров Циглера, ostrov Ciglera)
  - Ilhéu Klyk (скала Клык, skala Klyk)
  - Ilhéus Lesgaft (Рифы Лесгафта, rify Lasgafta), 7
  - Ilhéus Milovzorov (Рифы Миловзорова, rify Milovzorova), 5